# Кандринский сельсовет
Кандринский сельсовет — муниципальное образование в Туймазинском районе Башкортостана.
Административный центр — село Кандры.

## История
Согласно «Закону о границах, статусе и административных центрах муниципальных образований в Республике Башкортостан» имеет статус сельского поселения.
В 2004 и 2008 годах в состав сельсовета вошёл Старокандринский сельсовет.
Закон Республики Башкортостан от 17 декабря 2004 г. № 125-з «Об изменениях в административно-территориальном устройстве Республики Башкортостан, изменениях границ и преобразованиях муниципальных образований в Республике Башкортостан» гласил:

76. Изменить границы Туймазинского района, Старокандринского сельсовета Туймазинского района, Кандринского поссовета города Туймазы согласно представленной схематической карте, передав часть территории площадью 331 га Старокандринского сельсовета Туймазинского района в состав территории Кандринского поссовета города Туймазы.
Изменить границы города Туймазы и Туймазинского района согласно представленной схематической карте, передав Кандринский поссовет в состав территории Туймазинского района.
Отнести рабочий поселок Кандры города Туймазы к категории сельского населенного пункта, установив тип поселения — село. 

Отнести Кандринский поссовет к категории сельсовета с сохранением наименования "Кандринский

Закон Республики Башкортостан от 19.11.2008 г. № 49-з «Об изменениях в административно-территориальном устройстве Республики Башкортостан в связи с объединением отдельных сельсоветов и передачей населённых пунктов» гласит:

 "Внести следующие изменения в административно-территориальное устройство Республики Башкортостан:
42) по Туймазинскому району:

а) объединить Кандринский и Старокандринский сельсоветы с сохранением наименования «Кандринский» с административным центром в селе Кандры.

Включить села Ермухаметово, Кандры-Кутуй, Первомайское, Старые Кандры, деревни Александровка, Каран-Елга, Нижняя Каран-Елга, Hyp Старокандринского сельсовета в состав Кандринского сельсовета.

Утвердить границы Кандринского сельсовета согласно представленной схематической карте.

Исключить из учётных данных Старокандринский сельсовет;

## Население
| 2002    | 2009    | 2010    | 2012    | 2013    | 2014    | 2015    |
| ------- | ------- | ------- | ------- | ------- | ------- | ------- |
| 15 032  | ↗15 343 | ↘13 599 | ↘13 349 | ↗13 383 | ↘13 220 | ↘13 152 |
| 2016    | 2017    | 2018    |         |         |         |         |
| ↘13 094 | ↘13 068 | ↘12 918 |         |         |         |         |

## Состав сельского поселения
| № | Населённый пункт  | Тип населённого пункта       | Население |
| - | ----------------- | ---------------------------- | --------- |
| 1 | Кандры            | село, административный центр | ↘10 138   |
| 2 | Первомайское      | село                         | ↘983      |
| 3 | Ермухаметово      | село                         | ↘651      |
| 4 | Кандры-Кутуй      | село                         | ↘651      |
| 5 | Старые Кандры     | село                         | ↘308      |
| 6 | Александровка     | деревня                      | ↘62       |
| 7 | Нур               | деревня                      | ↘31       |
| 8 | Нижняя Каран-Елга | деревня                      | ↘19       |
| 9 | Каран-Елга        | деревня                      | ↘9        |

## Известные уроженцы
- Бурангулова, Рамиля Мунаваровна (род. 11 июля 1961) — советская и российская легкоатлетка, Мастер спорта России международного класса[19][20].
- Габдрашитов, Фазулла Габдуллинович (25 октября 1903 — 5 апреля 1975) — пулемётчик 2-го эскадрона 60-го гвардейского кавалерийского полка 16-й гвардейской кавалерийской дивизии 7-го гвардейского кавалерийского корпуса 61-й армии Центрального фронта, гвардии рядовой, Герой Советского Союза (1944)[21][22].
- Гайфуллина, Рамзия Мударисовна (род. 12 декабря 1938) — зоотехник колхоза имени А. Матросова РБ, Герой Социалистического Труда (1960)[23][24].
- Зиганшин, Камиль Фарухшинович (род. 15 марта 1950) — писатель, член Союза писателей Республики Башкортостан (1995), Заслуженный работник культуры Республики Башкортостан (2004), Заслуженный работник культуры Российской Федерации (2011)[25][26].

## Достопримечательности
- Кандринские посадки сосны — памятник природы республиканского значения. Высажены в начале XX века на землях, непригодных для сельскохозяйственных работ, площадью 11 га. Значительная часть посадок погибла в пожаре через несколько лет после высадки, позже была восстановлена[27][28].